# Пентонвиль (тюрьма)
Тюрьма Его Величества Пентонвиль (неформальное название «Вилль») — мужская тюрьма категории B/C, управляется Тюремной службой Её Величества. Тюрьма не находится в самом Пентонвиле, она располагается севернее по Каледонской дороге в районе Барнсбури лондонского округа Излингтон на севере внутренней части Лондона.

## История
Первая современная тюрьма Лондона Милбанк была открыта в 1816 году. В ней были отдельные камеры на 860 заключённых. Власти были удовлетворены проектом, началось строительство тюрем ввиду быстрого увеличения заключённых в связи с прекращением смертной казни и неуклонным сокращением этапирования в колонии.
Строительство тюрьмы Пентонвиль было разрешено согласно двум актам парламента. Проект разработал капитан Джошуа Вебб из Корпуса королевских инженеров. Тюрьма предназначалась для приговорённых к заключению или ожидающих этапирования. Строительство началось 10 апреля 1840 года и закончилось в 1842 году. Стоимость строительства составила 84 186 фунтов, 12 шиллингов и 2 пенни.
В тюрьме было центральное строение, от которого радиально ответвлялись пять крыльев. Все крылья были видимы для охранников в центральном строении. Этот проект предназначался для того, чтобы содержать заключённых отдельно друг от друга в изоляции, он впервые был использован при постройке Восточной  тюрьмы штата (штат Филадельфия). Однако Пентонвиль не представлял из себя паноптикум. Охранники не могли видеть что происходит в камерах со своей центральной позиции. Пентонвиль был разработан, дабы раздельно содержать 520 заключённых, каждый из которых пребывал в своей камере 4 м длиной и 2 м шириной, 3 м высотой. В наружных стенах камер были проделаны небольшие окна, двери выходили на узкие галереи.
Один из посетителей тюрьмы написал, «камеры превосходно вентилировались». В камерах были установлены туалеты, но затем они были заменены на общие зловонные ниши, поскольку туалеты часто запирались, а трубы использовались для связи. В 1840-х годах недельная стоимость содержания заключённого в тюрьме Пентонвиль оценивалась в 15 шиллингов.
Постояльцам камер запрещалось разговаривать друг с другом, согласно принципам дисциплины, разработанных в Америке. В прогулочных двориках заключённые в плотных тканевых масках ходили рядами в тишине. Заключённым приходилось каждый день посещать часовню, там они сидели в кабинках не видя друг друга, надзиратели же могли видеть их головы.
У заключённых повсеместно развивались душевные расстройства. Согласно официальному докладу, «среди каждых шести тысяч заключённых Пентонвилля возникали по 220 случаев безумия, 210 случаев видения галлюцинаций и сорок самоубийств». Тем не менее, условия содержания были лучше, чем в Ньюгейтской тюрьме. Они были схожи с теми, что применялись в более старых тюрьмах. Каждый заключённый работал (выбирал койр, расплетая канаты) и ткал. Рабочий день длился с шести утра до семи вечера. Дневной рацион состоял из завтрака (10 унций хлеба, ¾ пинты какао), обеда (полпинты супа или 4 унции мяса, пяти унций хлеба и одного фунта картофеля), ужина (пинта каши и пять унций хлеба).
Пентонвиль стал образцом для британских тюрем, в дальнейшем за шесть лет было построено 54 тюрьмы по схожему проекту, и сотни по всей Британской империи. Например, Пентонвиль стал моделью для конечного строительства тюрьмы Коррадино в Рахал Гдид (Мальта), архитектор — У. Ламб Эрроусмит.

## Казни в тюрьме
Заключённые, приговорённые к казни, не размещались в тюрьме Пентонвиль, вплоть до закрытия Ньюгейтской тюрьмы. Тогда в Пентонвиле стали проводить казни в северной части Лондона. В тюрьму были добавлены камеры смертников и место для виселицы.
3 августа 1916 года был повешен ирландский революционер Роджер Кейсмент. Тело Кейсмента было захоронено на тюремном кладбище Пентонвиля. В 1965 году останки были перевезены в Ирландию.
В 1940 году в тюрьме пребывал и был повешен индийский революционер Удхам Сингх, застреливший сэра Майкла О’Двайера (губернатора Пенджаба, при правлении которого произошёл расстрел на Джаллианвала-багх).
В Пентонвиле было повешено множество приговорённых, их тела были захоронены на заднем дворе тюрьмы в безымянных могилах. В их числе Харви Криппен, его семья в Коулдватере. Штат Мичиган с 2009 года добивается репатриации его останков, чтобы похоронить их на родине.
Последняя казнь в Пентонвиле имела место 6 июля 1961 года, был повешен Эдвин Буш, 21 года от роду.

## Недавняя история
Главный инспектор тюрем Её Величества отметил в докладе от мая 2003 года переполненность тюрем и плохие стандарты содержания. Проверяющие установили, что базовые потребности заключённых, таких как: телефоны, душевые, чистая одежда не предоставляются регулярно. Доклад также отметил недостаточный доступ заключённых к образованию и недостаточные специальные процедуры для уязвимых заключённых. В нём также была воздана похвала различным отделам тюрьмы, включая отделение здравоохранения, тюремную наркостратегию и программы по сокращению преступного поведения.
В начале 2005 в Пентонвиле было открыто новое госпитальное крыло, что обошлось в 15 млн фунтов. Прошли месяцы и инспекторы заключили, что, несмотря на новые возможности, основной уход за заключёнными, такой как: клиническое наблюдение медсёстрами или практика отпуска наркотиков были недостаточными.
В августе 2007 года Независимый совет по мониторингу (Independent Monitoring Board) составил доклад, что тюрьма Пентовиль кишит крысами и тараканами и имеет неудовлетворительный уровень обслуживания. В рапорте также содержится критика условий содержания душевнобольных заключённых, отделов приёма новоприбывших заключённых и обеспечение камер книгами из библиотеки.
В октябре 2009 управляющим тюрьмой были предъявлены обвинения в совершении тяжких проступков, после того как расследование установило, что заключённые перед проверками временно перемещались в тюрьму Уандсворт. Переводы (которые выполнялись и в отношении уязвимых заключённых) делались по приказу, дабы манипулировать показателями численности заключённых.

## Тюрьма сегодня
Пентонвиль — тюрьма местного значения, в которой содержатся взрослые преступники категорий В и С, взятые под стражу согласно приказам местных мировых судей и коронных судов, и те, кто отбывает короткие сроки или начинают отбывать продолжительные сроки. Тюрьма разделена на 4 главных крыла:
- Крыло A — Ввод и «центр первой ночи» (новоприбывшие заключённые)
- Крыло B — Блок для переселения
- Крыло C — Арестованные и осужденные заключённые
- Крыло D — Прочие заключённые
- Крыло E — Дополнительный блок детоксикации
- Крыло F — Блок детоксикации
- Крыло G — образование, мастерские и курсы поведения.

Все крылья отремонтированы, в них установлены единый водопровод, канализация, душевые, бойлеры и телефоны (по карточкам). Заключённые могут работать, ходить в спортивный зал, посещать курсы поведения и часовню.

## Известные узники
- 1895 Оскар Уайлд, английский писатель; содержался в Пентонвиле перед переводом в Уандсворт.
- 1910 Харви Криппен, американский врач; был повешен в Пентонвиле после установления его вины в смерти жены.
- 1916 Роджер Кейсмент, ирландский революционер; повешен в Пентонвиле.
- 1940 А́ртур Кёстлер, был заключён на 6 недель, прибыв в Англию без бумаг в 1940. Его роман «Слепящая тьма» был опубликован в Англии ещё до освобождения автора.
- 1950 Тимоти Эванс, жертва судебной ошибки; повешен после того, как его подставил Джон Кристи.
- 1953 Джон Кристи; повешен в тюрьме, осужден за убийство жены. Казнь выполнил знаменитый палач Альберт Пирпойнт, также повесивший Тимоти Эванса.
- 1980 Хью Корнуэлл из группы The Stranglers получил тюремный срок за хранение наркотиков.
- 1994 Дэвид Ирвинг, писатель.
- 2005 Пит Доэрти из рок-групп The Libertines и Babyshambles провёл четверо суток в Пентовиле в феврале 2005, пока не смог внести залог. Позже обвинения были сняты. Доэрти написал песню под названием «Пентонвиль», которая вошла в альбом группы Babyshambles Down In Albion. В мае и июне 2011 он снова угодил в Пентонвиль на шесть недель за хранение кокаина.
- 2008 Блэйк Филдер-Сивилл, муж Эми Уайнхаус за нанесение тяжких телесных повреждений и попытку воспрепятствования свершению правосудия.
- 2009 Бой Джордж, английский певец; отсидел за нападение и незаконное лишение свободы проститута Одуна Карлсена.
- 2010 Джордж Майкл, английский музыкант; за хранение наркотиков.